# Tecacalango
Tecacalango är en ort i Mexiko.   Den ligger i kommunen Xochimilco och delstaten Distrito Federal, i den sydöstra delen av landet, 23 km söder om huvudstaden Mexico City. Tecacalango ligger 2 448 meter över havet och antalet invånare är 268.
Terrängen runt Tecacalango är kuperad åt sydväst, men åt nordost är den platt. Runt Tecacalango är det mycket tätbefolkat, med 2 431 invånare per kvadratkilometer. Närmaste större samhälle är Iztapalapa, 16,0 km norr om Tecacalango. I omgivningarna runt Tecacalango växer huvudsakligen savannskog.